# Anubhav Sinha
Anubhav Sinha (Jamalpur, 22 giugno 1965) è un regista, sceneggiatore e produttore cinematografico indiano.

## Filmografia parziale

### Regista e sceneggiatore
- Tum Bin (2001)
- Aapko Pehle Bhi Kahin Dekha Hai (2003)
- Ra.One (2011)
- Tum Bin 2 (2016)
- Mulk (2018)
- Article 15 (2019)
- Thappad (2020)
- Anek (2022)
- Bheed (2023)
- IC 814: The Kandahar Hijack (2024)

### Regista
- Dus (2005)
- Tathastu (2006)
- Cash (2007) - anche produttore

### Produttore
- Warning (2012)
- Gulaab Gang (2014)
- Zid (2014)
- Middle Class Love (2022)
- Faraaz (2023)
- Afwaah (2023)

## Premi e riconoscimenti
- International Indian Film Academy Awards
  - 2020: "Best Screenplay"
- Filmfare Awards
  - 2019: "Best Story"
  - 2020: "Best Original Story", Best Film"
- Screen Awards
  - 2020: "Best Film (Critics)", "Best Film Writing"
- Zee Cine Awards
  - 2020: "Best Story & Screenplay"
- Florence River to River Indian Film Festival
  - 2018: "Best Feature Film"